# Presidenti del Kenya
I presidenti del Kenya si sono succeduti dal 1964, quando fu proclamata la Repubblica.

## Storia
Il Paese aveva raggiunto l'indipendenza dal Regno Unito nel 1963, divenendo un reame del Commonwealth (regnante Elisabetta II).

## Lista
| Presidente | Presidente | Presidente      | Partito                                                     | Elezione         | Mandato           | Mandato           |
| Presidente | Presidente | Presidente      | Partito                                                     | Elezione         | Inizio            | Fine              |
| ---------- | ---------- | --------------- | ----------------------------------------------------------- | ---------------- | ----------------- | ----------------- |
|            |            | Jomo Kenyatta   | Unione Nazionale Africana del Kenya                         | -                | 12 dicembre 1964  | 22 agosto 1978    |
|            |            | Daniel Arap Moi | Unione Nazionale Africana del Kenya                         | 1992, 1997       | 8 novembre 1979   | 29 dicembre 2002  |
|            |            | Mwai Kibaki     | Coalizione Nazionale Arcobaleno, Partito di Unità Nazionale | 2002, 2007       | 29 dicembre 2002  | 3 aprile 2013     |
|            |            | Uhuru Kenyatta  | L'Alleanza Nazionale, Partito Jubilee del Kenya             | 2013 2017 (Ott.) | 4 aprile 2013     | 13 settembre 2022 |
|            |            | William Ruto    | Kenya Kwanza, Alleanza Democratica Unita                    | 2022             | 13 settembre 2022 | in carica         |